# 蘇盈安
蘇盈安（1993年10月10日—），台灣政治人物，台灣基進黨籍，曾擔任台灣基進高雄黨部辦公室主任，台灣基進台中黨部召集人。生於高雄市，中山醫學大學醫學社會暨社會工作學研究所碩士班畢業。

## 從政生涯
2019年10月29日，中國國民黨總統參選人韓國瑜參加在彰基國際培訓中心舉辦的「與青年座談」活動，包括蘇盈安等10名台灣基進黨員手持寫著「莫望高雄苦彰化來防堵」、「韓導一張嘴從頭變到尾」、「騙子選總統人人民要看懂」的標語抗議。台灣基進台中黨部召集人蘇盈安批評韓國瑜辜負高雄選民的期待，又指韓國瑜拒絕與希望和韓對話的年輕人對話。
2019年12月21日上午，台中市近150名民眾搭乘3輛遊覽車啟程，並手持「沈瑜落燕、市長攏免」等標語和在手臂張貼「不要惹我，全民拍韓粉」的貼紙，承辦活動的台灣基進黨台中黨部召集人蘇盈安表示，根據調查顯示台中市長盧秀燕滿意度倒數第二、而高雄市長韓國瑜則是墊底，她認為台中市跟高雄市民是同病相憐，而兩個城市要一起合作才能把盧韓兩人下架。

## 外部連結
- 蘇盈安的Facebook專頁
- 蘇盈安的Instagram帳戶